# Classification des virus
La classification des virus n'est pas intégrée à celle réalisée pour les êtres vivants, l'appartenance même des virus au monde vivant étant sujette à débat. Deux méthodes font autorité :
- la classification Baltimore, proposée par David Baltimore, lauréat du prix Nobel de physiologie ou médecine en 1975, qui est basée sur le type d'acide nucléique des virus (ADN ou ARN) et son mode d'expression ;
- la classification de l'International Committee on Taxonomy of Viruses (ICTV), qui utilise une méthode assez semblable à celle utilisée pour les êtres vivants, où les virus sont rangés par ordre, famille, sous-famille, genre et espèce.

Ces deux méthodes de classification ne sont pas antagonistes et peuvent tout à fait s'intégrer l'une à l'autre, car la classification de l'ICTV reprend certains critères de la classification Baltimore. Aucune des deux ne prétend être phylogénétique, car l'origine commune des virus ne peut pas encore être mise en évidence par la comparaison de leurs séquences nucléotidiques. Un pas vers une classification phylogénétique est toutefois franchi en octobre 2018 avec la reconnaissance par l'ICTV du regroupement des virus à ARN simple brin à polarité négative en un embranchement, deux sous-embranchements et six classes.

## Généralités
Les formes variées des virus résultent du fait que l'un des deux brins d'ADN dans lesquels toutes les formes de vie cellulaire conservent leur information génétique est redondant, et que par conséquent les virus peuvent avoir des génomes à simple ou double brin. De plus, le génome de certains virus est formé d'ARN plutôt que d'ADN. L'ARN est présent dans les cellules comme intermédiaire lorsque les gènes sont traduits en protéines. Le génome des virus à ARN peut être codé dans deux directions différentes : soit les gènes sont stockés dans la direction 5'→3' (polarité positive ou +), comme celle dans laquelle les gènes sont codés dans l'ARN messager des cellules, soit ils sont stockés dans la direction opposée (polarité négative ou -).
La taxonomie des virus est similaire à celle des organismes cellulaires :
Ordre (suffixe : -virales)
Famille (suffixe : -viridae)
Sous-famille (suffixe : -virinae)
Genre (suffixe : -virus)
Espèce
Cependant, le code de nomenclature géré par le Comité international de taxonomie des virus (ICTV) diffère des autres sur plusieurs aspects. Pour l'essentiel, les noms des ordres et des familles sont mis en italiques et les noms des espèces ne suivent pas la nomenclature binomiale mais sont souvent de la forme [Virus] de la [maladie]. La définition des ordres est très récente et a été délibérément lente ; à ce jour, seuls trois ont été nommés et la plupart des familles ne sont pas classées. En 2014, 7 ordres, 104 familles, 23 sous-familles, 505 genres et 3 186 espèces virales sont décrits.
En octobre 2018, l'ICTV franchit un pas vers une classification phylogénétique en approuvant l'usage futur de 15 rangs taxonomiques (domaine, sous-domaine, règne, sous-règne, embranchement (phylum), sous-embranchement, classe, sous-classe, ordre, sous-ordre, famille, sous-famille, genre, sous-genre, espèce), et en validant un embranchement, deux sous-embranchements et six classes. L'embranchement validé est celui des virus à ARN simple brin à polarité négative, dénommé Negarnaviricota et divisé en deux sous-embranchements, Haploviricotina (dont le virus Ebola et le virus de la rage) et Polyploviricotina (dont le virus de la fièvre de Lassa et le virus de la grippe A),. L'ICTV met aussi à jour sa liste des taxons de rang inférieur : 14 ordres, 7 sous-ordres, 143 familles, 64 sous-familles, 846 genres, 59 sous-genres et 4 958 espèces. La liste des taxons reconnus est disponible en ligne.

## Classification par type de génome

### Virus à ADN
L'information génétique de ces virus est stockée sous forme d'ADN.

#### Groupe I –Virus à ADN à double brin
- Ordre des Caudovirales (bactériophages à queue).
  - Famille des Myoviridae - exemple phage T4
  - Famille des Podoviridae
  - Famille des Siphoviridae - exemples : phage λ ; phage T5
- Non attribué
  - Famille des Ascoviridae
  - Famille des Adenoviridae - exemples kératites, angines ou diarrhées
  - Famille des Asfiviridae
  - Famille des Baculoviridae
  - Famille des Corticoviridae
  - Famille des Fuselloviridae
  - Famille des Guttaviridae
  - Famille des Hepadnaviridae - exemples responsable de l'hépatite B
  - Famille des Herpesviridae - exemples les virus humains de l'herpès ou le VZV (virus varicelle-zona)
  - Famille des Iridoviridae
  - Famille des Lipothrixviridae
  - Famille des Nimaviridae
  - Famille des Marseilleviridae
  - Famille des Mimiviridae - exemples Mimivirus (Acanthamoeba polyphaga mimivirus) ou Tupanvirus
  - Famille des Papovaviridae - exemples Papillomavirus ou Polyomavirus (virus simien 40)
  - Famille des Phycodnaviridae
  - Famille des Plasmaviridae
  - Famille des Poxviridae - exemples virus de la vaccine, virus de la variole
  - Famille des Rudiviridae
  - Famille des Tectiviridae

#### Groupe II –Virus à ADN à simple brin
- bactériophages non classés
  - Famille des Inoviridae
  - Famille des Microviridae
- Virus non classés
  - Famille des Geminiviridae
  - Famille des Circoviridae
  - Famille des Nanoviridae
  - Famille des Parvoviridae - exemple Parvovirus B19 (qui dépend d'une co-infection à adénovirus pour la croissance)
  - Genres non classés
    - Anellovirus - exemple Torque teno virus

### Virus à ARN
L'information génétique est stockée sous forme d'ARN.

#### Groupe III –Virus à ARN à double brin
- - Famille des Birnaviridae
  - Famille des Chrysoviridae
  - Famille des Cystoviridae
  - Famille des Hypoviridae
  - Famille des Partitiviridae
  - Famille des Reoviridae - exemples Rotavirus ou Orthoreovirus
  - Famille des Totiviridae
- Genres non classés
  - Endornavirus - exemple Vicia faba endornavirus

#### Groupe IV –Virus à ARN simple brin à polarité positive(Virus (+)ssARN ou de type ARN messager)
- Ordre des Nidovirales (Virus « nidifiés »)
  - Famille des Arteriviridae
  - Famille des Coronaviridae - exemple Coronavirus
  - Famille des Roniviridae
- Non attribué
  - Famille des Astroviridae
  - Famille des Barnaviridae
  - Famille des Bromoviridae
  - Famille des Caliciviridae - exemple virus de Norwalk
  - Famille des Closteroviridae
  - Famille des Comoviridae
  - Famille des Dicistroviridae
  - Famille des Flaviviridae - exemples virus de la fièvre jaune, virus du Nil occidental, virus de l'hépatite C, virus de la dengue
  - Famille des Flexiviridae
  - Famille des Hepeviridae - exemple virus de l'hépatite E
  - Famille des Leviviridae
  - Famille des Luteoviridae
  - Famille des Marnaviridae
  - Famille des Narnaviridae - virus à ARN nus
  - Famille des Nodaviridae
  - Famille des Picornaviridae - exemples virus de la Poliomyélite, Rhinovirus, virus de l'hépatite A, Coxsackie A virus et Coxsackie B virus 
  - Famille des Potyviridae
  - Famille des Sequiviridae
  - Famille des Tetraviridae
  - Famille des Togaviridae - exemple Alphavirus
  - Famille des Tombusviridae
  - Famille des Tymoviridae
  - Famille des Virgaviridae, regroupant six genres[5] :
    - Genre Furovirus - espèce-type Soil-borne wheat mosaic virus
    - Genre Hordeivirus - espèce-type Barley stripe mosaic virus
    - Genre Pecluvirus - espèce-type Peanut clump virus
    - Genre Pomovirus - espèce-type Virus de la fasciation de la pomme de terre (Potato mop-top virus)
    - Genre Tobamovirus - espèce-type Virus de la mosaïque du tabac (Tobacco mosaic virus)
    - Genre Tobravirus - espèce-type Tobacco rattle virus

  - Genres non classés
    - Genre Benyvirus - exemple Beet necrotic yellow vein virus
    - Genre Cheravirus - exemple Cherry rasp leaf virus
    - Genre Idaeovirus - exemple Raspberry bushy dwarf virus
    - Genre Machlomovirus - exemple Maize chlorotic mottle virus
    - Genre Ourmiavirus - exemple Ourmia melon virus
    - Genre Sadwavirus - exemple Satsuma dwarf virus
    - Genre Sobemovirus - exemple Southern bean mosaic virus, panachure jaune du riz
    - Genre Umbravirus - exemple Carrot mottle virus

#### Groupe V –Virus à ARN simple brin à polarité négative
- Ordre Mononegavirales (virus à polarité négative non-segmentés)
  - Famille des Bornaviridae - Borna disease virus
  - Famille des Filoviridae - exemple virus Ebola, virus de Marburg
  - Famille des Paramyxoviridae - exemples virus de la rougeole, virus des oreillons
  - Famille des Rhabdoviridae - exemples virus de la rage
- Virus à polarité négative segmentés
  - Famille des Arenaviridae - exemples virus de la fièvre de Lassa, virus Junin (fièvres d'Amérique du Sud)
  - Famille des Bunyaviridae - exemple Bunyavirus, Phleboviruset Hantavirus
  - Famille des Orthomyxoviridae - virus de la grippe (A, B, C, D)
  - Genres non classés
    - Genre Deltavirus - exemple virus de l'hépatite delta
    - Genre Ophiovirus - exemple Citrus psorosis virus
    - Genre Tenuivirus - exemple Rice stripe virus
    - Genre Varicosavirus - exemple Lettuce big-vein associated virus

##### Nouvelle classification
L'officialisation en octobre 2018 du rang taxonomique d'embranchement pour les virus à ARN simple brin à polarité négative (Negarnaviricota) est fondée sur la phylogénie d'un marqueur universel des virus à ARN, l'ARN polymérase ARN-dépendante. La division de cet embranchement en deux sous-embranchements (Haploviricotina et Polyploviricotina) et six classes se base sur ce même marqueur, mais aussi sur l'origine génique des protéines de la capside,. La classification adoptée est la suivante, jusqu'au rang des familles (la classification complète inclut les genres et les espèces) :
- Embranchement (suffixe : -viricota)
  - Sous-embranchements (suffixe : -viricotina)
    - Classes (suffixe : -viricetes)
      - Ordres (suffixe : -virales)
        - Familles (suffixe : -viridae)

- Negarnaviricota
  - Haploviricotina
    - Chunqiuviricetes
      - Muvirales
        - Qinviridae

    - Milneviricetes
      - Serpentovirales
        - Aspiviridae

    - Monjiviricetes
      - Jingchuvirales
        - Chuviridae

      - Mononegavirales
        - Artoviridae
        - Bornaviridae
        - Filoviridae
        - Lispiviridae
        - Mymonaviridae
        - Nyamiviridae
        - Paramyxoviridae
        - Pneumoviridae
        - Rhabdoviridae
        - Sunviridae
        - Xinmoviridae

    - Yunchangviricetes
      - Goujianvirales
        - Yueviridae

  - Polyploviricotina
    - Ellioviricetes
      - Bunyavirales
        - Arenaviridae
        - Cruliviridae
        - Fimoviridae
        - Hantaviridae
        - Mypoviridae
        - Nairoviridae
        - Peribunyaviridae
        - Phasmaviridae
        - Phenuiviridae
        - Wupedeviridae

    - Insthoviricetes
      - Articulavirales
        - Amnoonviridae
        - Orthomyxoviridae

### Virus à ADN ou à ARN àtranscription inverse

#### Groupe VI – rétrovirus à ARN simple brin
L'information génétique est codée sous forme d'ARN. Une enzyme associée au virus, la transcriptase inverse, crée de l'ADN à partir de l'ARN pour assurer la réplication dans une cellule hôte.
- Famille Metaviridae
- Famille Pseudoviridae
- Famille Retroviridae - exemples VIH 1, HTLV (lymphome)

#### Groupe VII – Pararétrovirus à ADN double brin
L'information génétique est codée sous forme d'ADN. La réplication se base sur l'ARNm.
- Famille Hepadnaviridae - exemple virus de l'Hépatite B
- Famille Caulimoviridae - exemple virus de la mosaïque du chou-fleur

## Classification par type de capside
Voir Capside